# Юнивёрсал-балет
Юнивёрсал-балет (Universal Ballet) — корейская балетная компания, базирующаяся в Сеуле.

## История
Балетная труппа Юнивёрсал была основана в 1984 году в Сеуле Движением Объединения в рамках развития идеи по распространению 5000-летней культуры Кореи по всему миру через балет. С момента открытия Джулия Мун представляла компанию в качестве прима-балерины. В 1986 году Джулия Мун исполняла главную роль в пьесе на основе старинной корейской сказки Сим Чхон во время проведения Азиатских игр и на Фестивале культуры и искусства в Сеуле. Сим Чхон, поставленная и впервые исполненная Юнивёрсал-балет, стала известной постановкой в Южной Корее.

## Прима-балерина
В декабре 1989 года Джулия Мун дебютировала в Балетной труппе Мариинского театра в Ленинграде исполняя роль в Жизель. Её исполнение описывали в хвалебной статье на целую полосу Нью-Йорк Таймс. В статье также рисовали положительный облик Мун Сон Мёна. Текст также содержал интервью Мун Сон Мёна, взятый советским журналистом, в котором Мун сказал, что балет был «решающим шагом в развитии моих личных контактов с Советским Союзом». Мун Сон Мён создал специально для Джулии Академию балета Мариинского театра (Кирова) в США и нанял Олега Виноградова из Балетной труппы Мариинского театра работать художественным директором; Виноградов приступил к работе в 1988 году.
В 1990 году основательница Вашингтонского Балета Мэри Дэй прокомментировала газете Нью-Йорк Таймс про Джулию Мун: "Она очень и очень милая девочка, талантливая балерина и просто хороший человек. Нам было жаль терять её, когда она вернулась в Корею управлять компанией ". К 1990 году Универсальному Балету все ещё предстояло выступать в США, а компания все ещё продолжала приглашать дорогостоящих учителей балета из США.
На интервью от 1993 года с Тулса Уорлд Джулия Мун о балете как форме искусства сказала, «Это поистине универсальный язык.» О различии корейского стиля от прочих, она сказала: «Я бы сказала, что корейские балерины, выросшие и учившиеся в Корее, по сравнению с американцами, японцами или китайцами, более лиричны в своих движениях». «Есть нечто, что связывает их с корейскими народными танцами, придерживающимися мягкого стиля, и что делает их более лиричными». В 1995 году Джулия Мун приступила к своим обязанностям генерального директора балетной труппы Юнивёрсал.
Юнивёрсал провел своё первое турне по США в 1998 году. Джулия Мун сказала, что компания отделена от Церкви Объединения, и что все, кроме неё и ещё одного сотрудника, не являются членами Церкви Объединения. Она сказала, что её балет не исполняет модерн, поскольку считает, что классика является красивейшей формой, поскольку «наше происхождение пускает корни именно отсюда». Также она добавила, что не хочет исключать из своего репертуара современные направления танца и что будет развивать это направление параллельно с классической традицией.

## Турне
В 2001 году Юнивёрсал исполнил Сим Чхон в Калифорнии.
В 2004 году Юнивёрсал исполнил Баядерку в Центре изобразительных искусств Соджон. Согласно Лонг Бич Пресс-Телеграм роль Джулии Мун художественного руководителя затмевается в присутствии харизмы и энергии Мун Сон Мёна и Пака, оба из которых разделяют желание создать балет мирового класса в Корее. " Церковь Объединения до сих пор оказывает финансовую поддержку Универсальному Балету, а Джулия Мун входит в его совет директоров.
К 2019-му году Юневёрсал выступили с 487 международными гастрольными программами в 25 странах мира.

## Репертуар
За годы своего существования труппа представила 14 больших балетов и 40 одноактных, в общей сложности дала около 1400 спектаклей в Корее и за рубежом. Компания насчитывает около 60 артистов и 40 человек технического и административного персонала. Репертуар состоит из таких спектаклей как: «Лебединое озеро» в редакции О. Виноградова (1992), «Спящая красавица» (1994), «Коппелия» (1985), «Тщетная предосторожность» (1987), «Баядерка» (1999), «Щелкунчик» в постановке В.Вайнонена (1986), «Дон Кихот» (1997), «Жизель» (1985), Балетная компания Юниверсал, Южная Корея. «Ромео и Джульетта» в постановке О. Виноградова (2002), Сим Чхон (1986) и другие. Во время своего 25-го юбилейного сезона в 2009 году Юнивёрсал добавил в репертуар драматический балет Джона Кранко «Онегин», а затем в 2012 году «Ромео и Джульетту» Кеннета Макмиллана.

## Состав труппы
Юниверсал балет состоит из 57 членов, среди которых:
8 ведущих балерин
6 одиночных балерин
4 деми-солисток
39 прочих.

## Известные выпускники
- Кан Су Джин (англ. Kang Sue-jin): Балерина из Штутгартского балета
- Ким Ён Голь, Парижский театр оперы и балета
- Ким Джи Ён (ведущая балерина) и Ким Се Хён из Национального балета Германии
- Хан Ын Джи из Национального балета Финляндии
- Со Хи из Театра балета в США